# Illorsuatsiaat
Illorsuatsiaat [iˌɬːɔsːuat͡siˈaːt] (nach alter Rechtschreibung Igdlorssuatsiait; auch Illorsuatsiaq) ist eine wüst gefallene grönländische Siedlung im Distrikt Nanortalik in der Kommune Kujalleq.

## Lage
Illorsuatsiaat war der südlichste Wohnplatz Grönlands und lag am Kap Ipiutaq an der Südostseite der Insel Toornaarsuk. Die nächstgelegenen bewohnten Siedlungen sind Narsarmijit 29 km nordwestlich und Aappilattoq 30 km nördlich.

## Geschichte
Illorsuatsiaat wurde 1898 besiedelt. Bereits 1917 wurde der Wohnplatz wieder aufgegeben.